# Stefan Kuntz
Stefan Kuntz (Neunkirchen, 30 oktober 1962) is een Duits voetbaltrainer en voormalig voetballer. Hij is sinds mei 2024 technisch directeur bij Hamburger SV. 

## Carrière

### Voetballer
Kuntz speelde van 1983 tot 1999 in totaal 499 wedstrijden (179 doelpunten) in de Bundesliga voor VfL Bochum, Bayer 05 Uerdingen, 1. FC Kaiserslautern en Arminia Bielefeld. Hij kwam ook uit voor het Turkse Beşiktaş.
Met 1. FC Kaiserslautern won Kuntz in 1990 de DFB-Pokal en werd hij in 1991 landskampioen. In het seizoen 1985/86 en 1993/94 werd hij topscorer van de Bundesliga. Kuntz kwam van 1993 tot 1997 tot 25 interlands voor het Duits elftal. Met Die Mannschaft won hij het EK 1996. In 1991 werd Kuntz verkozen tot Duits voetballer van het jaar.

### Voetbaltrainer
Kuntz stapte na zijn spelersloopbaan het trainersvak in en trainde enkele kleine clubs, waaronder Karlsruher SC. In augustus 2016 werd hij door de DFB aangesteld als trainer van Jong Duitsland, waarmee hij in 2017 het EK onder 21 in Polen wist te winnen. Op 11 augustus 2017 verlengde hij zijn contract bij de DFB tot 2020. In 2021 won Jong Duitsland met Kuntz aan het roer wederom het Europees kampioenschap onder 21.
In september 2021 werd hij aangesteld als bondscoach van het Turks voetbalelftal. Kenan Koçak werd aangesteld als zijn assistent. Op 20 september 2023 werd hij ontslagen vanwege tegenvallende resultaten.

### Voetbalbestuurder
Kuntz was van 2006 tot 2008 technisch directeur bij VfL Bochum en van 2008 tot 2016 voorzitter van de raad van bestuur bij 1. FC Kaiserslautern. Op 21 mei 2024 werd hij de nieuwe technisch directeur van Hamburger SV. Hij volgde daarmee Jonas Boldt op.

## Persoonlijk
- Kuntz's vader Günter speelde van 1964 tot 1968 met Borussia Neunkirchen in de Bundesliga.
- Kuntz is een neef van Andy Kuntz, zanger van de metalband Vanden Plas.

1 Illgner ·
2 Strunz ·
3 Brehme ·
4 Kohler ·
5 Helmer ·
6 Buchwald ·
7 Möller ·
8 Häßler ·
9 Riedle ·
10 Matthäus  ·
11 Kuntz ·
12 Köpke ·
13 Völler ·
14 Berthold ·
15 Gaudino ·
16 Sammer ·
17 Wagner ·
18 Klinsmann ·
19 Kirsten ·
20 Effenberg ·
21 Basler ·
22 Kahn ·
Coach: Vogts
1 Köpke ·
2 Reuter ·
3 Bode ·
4 Freund ·
5 Helmer ·
6 Sammer ·
7 Möller ·
8 Scholl ·
9 Bobic ·
10 Häßler ·
11 Kuntz ·
12 Kahn ·
13 Basler ·
14 Babbel ·
15 Kohler ·
16 Schneider ·
17 Ziege ·
18 Klinsmann  ·
19 Strunz ·
20 Bierhoff ·
21 Eilts ·
22 Reck ·
23 Todt ·
Coach: Vogts